# Melanophryniscus diabolicus
El sapito de las sierras o sapito de panza roja (Melanophryniscus diabolicus) es una especie de anfibio anuro del género Melanophryniscus, ubicado en la familia de los bufónidos. Habita de manera exclusiva en pastizales serranos y médanos costeros del sudoeste de la provincia de Buenos Aires, Argentina.   

## Taxonomía
Este taxón fue reconocido formalmente como una entidad independiente, con nivel de especie plena, en el año 2021 por los zoólogos Tomás Martínez Aguirre, Judit Elisabet Dopazo, Agustina Cortelezzi, María Luz Arellano, Clara Trofino Falasco, María Verónica Simoy e Igor Berkunsky.
Localidad tipo
La localidad tipo referida es: “cerro Ventana, en las coordenadas: 38°04′18.5″S 62°00′43.5″O / -38.071806, -62.012083, parque provincial Ernesto Tornquist, partido de Tornquist, provincia de Buenos Aires, Argentina”.
Holotipo
El ejemplar holotipo designado es el catalogado como: MLP 5853. Se encuentra depositado en la colección de Herpetología del museo de ciencias naturales de La Plata (MLP) Facultad de Ciencias Naturales y Museo (Universidad Nacional de La Plata), ubicado en la ciudad homónima, capital de la provincia argentina de Buenos Aires.

### Etimología
Etimológicamente, el término genérico Melanophryniscus se construye con palabras en el idioma griego, en donde: Melano significa ‘negro’ y Phryniscus viene del término Φρύνιχος (Phrúnikhos), utilizado para identificar un género de sapos, nombre que ha pasado a la sinonimia de Rhinella.
El epíteto específico diabolicus es un adjetivo en latín que hace referencia al nombre sugerido por el eminente naturalista Charles Darwin cuando lo encontró en los cordones de dunas de la costa de la bahía Blanca en agosto de 1833.

“El Beagle llega el 24 de agosto a Bahía Blanca y, al cabo de una semana de estancia, larga velas para el Plata. El capitán Fitz-Roy, consiente en dejarme atrás para permitirme llegar a Buenos Aires por la vía terrestre. Voy a resumir algunas observaciones hechas en esta región durante esa visita […] Entre los reptiles batracios, hallé solamente un pequeño sapo (Phryniscus nigricans) que, a causa de su color presentaba un aspecto singular. Si supusiéramos que primero ha sido sumergido en la tinta más negra y que después de seco se le ha permitido arrastrarse por una tabla recién pintada con el más vivo color bermellón, de manera que las plantas de sus pies y partes del vientre tomaran este color, llegaríamos a formar una buena idea de su aspecto. De haber sido una especie innominada, no cabe duda de que debería haberse llamado Diabolicus, ya que es un sapo digno para predicar en el oído de Eva. En vez de tener costumbres nocturnas y de vivir en agujeros oscuros y húmedos, como los demás sapos, se arrastra durante el calor del día sobre médanos de arena y áridas llanuras, donde no hay ni una gota de agua. Necesariamente debe depender de la humedad del rocío que probablemente absorbe por la piel, ya que se sabe que estos reptiles poseen una gran facultad de absorción cutánea.”

### Historia taxonómica
Las poblaciones bonaerenses de Melanophryniscus en general fueron asignadas a varios taxones. Mayormente se las relacionó a Melanophryniscus stelzneri, cuyas poblaciones más próximas son las que habitan en las sierras de Córdoba y San Luis, representadas por la subespecie típica: M. s. stelzneri, endémica de los faldeos de altitudes menores a los 1600 m s. n. m. en las sierras de Córdoba y San Luis. En los mismos sistemas orográficos de las sierras Pampeanas puntano-cordobesas, pero en pastizales de altura y hábitat rupícolas próximos a charcas en mesetas y sierras siempre por sobre los 1700 m s. n. m., habita otra especie del mismo género: Melanophryniscus estebani.
En 1843 Thomas Bell la señala para Bahía Blanca como Phryniscus nigricans Wiegmann, un nombre de asignación incierta, ya que sobre la base de su descripción y dibujos se comprueba que unificó bajo un mismo epíteto 2 taxones distintos.
José María Gallardo en 1961 y en 1974 las asignó a Melanophryniscus stelzneri atroluteus (hoy Melanophryniscus atroluteus).
José María Cei en 1980 y en 1987 el propio Gallardo la situaron en Melanophryniscus stelzneri montevidensis (hoy Melanophryniscus montevidensis), un taxón considerado ahora como exclusivo del sudeste del Uruguay y el sudeste de Río Grande del Sur, Brasil.
En 1992, Miguel Ángel Klappenbach y José A. Langone, refiriéndose a M. atroluteus y a M. montevidensis, señalaron que  

“...las citas para la Sierra de la Ventana, Provincia de Buenos Aires, posiblemente no pertenezcan a ninguno de estos taxa.”

En el año 2000, Esteban O. Lavilla y otros la indican como Melanophryniscus stelzneri stelzneri.
En 2004, el equipo asesor de la Unión Internacional para la Conservación de la Naturaleza (IUCN) la trató como una subespecie aún no descrita de Melanophryniscus stelzneri.
A comienzos de la tercera década del siglo XXI este taxón permanecía aún no descrito para la ciencia, aunque se lo consideraba taxonómicamente diferente, si bien no se había definido todavía qué nivel le correspondería, si el de subespecie de Melanophryniscus stelzneri, de Melanophryniscus montevidensis o por el contrario, merecería la consideración de especie diferente. Finalmente, en el año 2021, el taxón ventanícola fue reconocido como una especie plena, al igual que el taxón afín Melanophryniscus nigricans, su equivalente en el sistema serrano de Tandilia.
Relaciones filogenéticas
Esta especie pertenece al “grupo de especies Melanophryniscus stelzneri”.

## Distribución y hábitat
Este anfibio es endémico del sudeste de la provincia de Buenos Aires, en la región centro-oriental de la Argentina. Solo habita en pastizales rocosos del sistema serrano de Ventania, así como también se encuentra una población en los médanos con vegetación psamófila de la costa marítima inmediata, ubicada a 100 km hacia el sur, entre las ciudades de Monte Hermoso y Bahía Blanca, la cual fue descubierta por Charles Darwin en el año 1833.

## Características
Melanophryniscus diabolicus es un anfibio pequeño, con longitud hocico-cloaca que no supera los 30 mm, de aspecto bufonoide, de conformación corporal robusta y miembros y hocico cortos. Este taxón exhibe tímpano oculto y una curiosa coloración. Dorsalmente posee 3 patrones: 1 - negro uniforme (presente en un 3,2 % de los ejemplares), 2 - negro con pequeñas manchas amarillas poco extendidas (en un 81,6 % de los ejemplares) y 3 - negro con manchas amarillas medianas, más extendidas (se encuentra en el 15,2 % de los ejemplares). Ventralmente posee 2 patrones: 1 - el color negro predomina sobre el amarillo (este color muy escaso), naranja o rojo (patrón presente en el 60 % de los ejemplares) y 2 - los colores naranja o rojo predominan sobre el negro (presente en el 40 % de los ejemplares).

## Costumbres
Se alimenta de pequeños insectos, como hormigas y termitas. Este anfibio se reproduce en pozas entre piedras asociadas a arroyos temporarios, que corren por suaves laderas o en gargantas y cañadones próximos a la base de los cerros. En sierra de la Ventana, ya a mediados de septiembre se aproximan a las charcas y comienzan a emitir su canto nupcial, que recuerda al trinar de un pájaro. En cada temporada, los machos se reproducen más de una vez, mientras que las hembras oviponen una sola vez. Son reproductores explosivos, que ven detonada su migración hacia las pozas cuando ocurren precipitaciones mayores a 30 mm, con actividad de aplexos muy pocos días luego de las mismas y durante el transcurrir de las horas de luz, pero si las lluvias son de mucha mayor intensidad, no se presenta el máximo al día siguiente del comienzo de la lluvia, sino durante el segundo día. El umbral de temperatura de 10 °C determina que por debajo del mismo, los individuos no responden a las lluvias. El macho canta, llamando a la hembra, semisumergido desde el borde de la poza. El amplexo es de tipo axilar. Los ovocitos son adheridos a las rocas del fondo. Su diámetro promedio (excluyendo la cápsula gelatinosa que lo rodea) es de 1,57 mm. Por hembra, los promedios de ovipostura son de 7 masas (ovales o esféricas), integradas por 19 huevos, con un tamaño de puesta de 143 huevos, con un promedio de eclosión del 40 %, ocurriendo 2 o 3 días después de la puesta. Los renacuajos son del tipo exotrófico de sistemas lénticos y exhiben rasgos del grupo ecomorfológico béntico. Estos poseen desarrollos embrionario y larval veloces, lo que es una adaptación a biotopos acuáticos efímeros. Desde la eclosión hasta la metamorfosis el proceso demanda entre 20 y 30 días. Al metamorfosearse miden entre 5 y 7 mm y tienen una coloración completamente negra, sin manchas. Para mayo todos los ejemplares ya se encuentran hibernando bajo piedras apoyadas en tierra. Su tiempo generacional es de 7 años.

## Conservación
Su atractivo patrón cromático lo hace ser una especie buscada para abastecer el comercio de anfibios vivos para terrarios. Sin embargo, la mayor amenaza actual es el aplastamiento por vehículos al intentar cruzar las rutas serranas. El número estimado de individuos muertos por esta causa alcanza a representar una mortalidad anual de hasta un 6 % del tamaño total poblacional, pudiendo ser esta cifra incluso subestimada. Ha experimentado extinciones locales, por lo que sus descriptores recomendaron que sea clasificada como una especie amenazada. De no implementarse algún tipo de intervención, tiene altas chances de desaparecer en alrededor de 100 años.